# Городищна
Городищна — село в Нюксенском районе Вологодской области России, административный центр Городищенского сельского поселения и Городищенского сельсовета.
По переписи 2002 года население — 701 человек (329 мужчин, 372 женщины). Преобладающая национальность — русские (99 %).

## География
Находится на юге Нюксенского района, на берегах одноимённой реки.
Расстояние до районного центра Нюксеницы по автодороге — 40 км. Ближайшие населённые пункты — Карманов Двор, Софроновская, Жар, Бор, Козлово.

## Улицы
- Дачная
- Молодёжная
- Набережная
- Октябрьская
- Первомайская
- Полевая
- Трудовая
- Центральная
- Школьная

## Достопримечательности
- Церковь Богоявления господня.